# Forsbacka herrgård

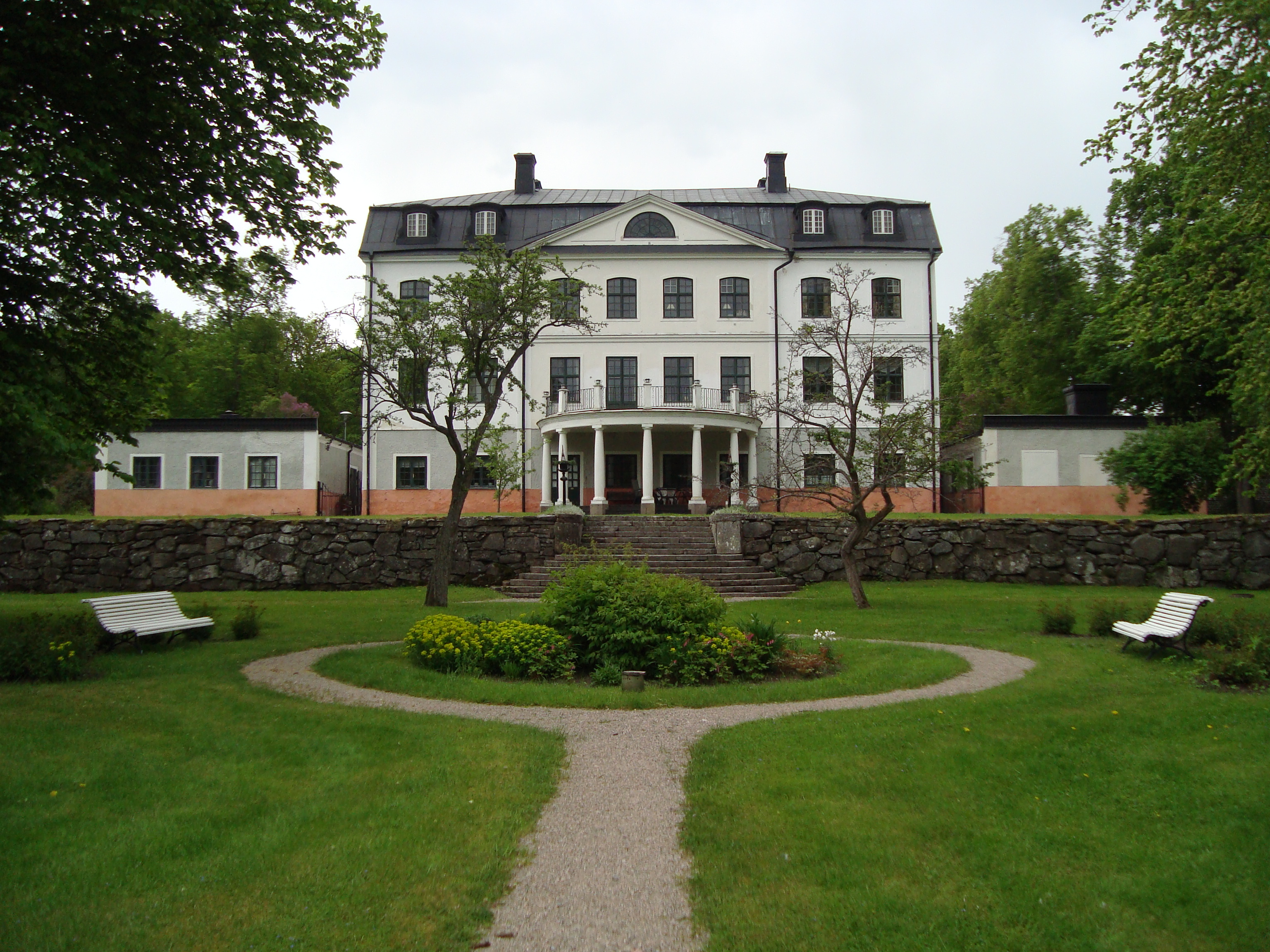
Forsbacka herrgård

Forsbacka herrgård ligger vid Gavleån som huvudbyggnad för Forsbacka bruk i Gävle kommun, Gästrikland.
Johan Magnus Nordin lät bygga herrgården 1777. Han ägde tre fjärdedelar av Forsbacka bruk. Vid riksdagen i Gävle 1792 övernattade kungen Gustav III här. Numera är herrgården omgjord till bostadsrättslägenheter.